# Alex Wright (giocatore di football americano)
Alexander Wright (Elba, 5 settembre 2000) è un giocatore di football americano statunitense che milita nel ruolo di defensive end per i Cleveland Browns della National Football League (NFL).

## Carriera

### Cleveland Browns
Al college Emerson giocò a football alla University of Alabama at Birmingham dal 2019 al 2021. Fu scelto nel corso del terzo giro (78º assoluto) nel Draft NFL 2022 dai Cleveland Browns. Debuttò come professionista nella gara del primo turno contro i Carolina Panthers mettendo a segno 2 tackle e un passaggio deviato. La sua stagione da rookie si concluse con 28 placcaggi, 5 passaggi deviati e un fumble recuperato disputando tutte le 17 partite, di cui 5 come titolare.
Nel secondo turno della stagione 2024, Wright mise a segno la giocata decisiva della partita con un sack su Trevor Lawrence nella end zone che diede luogo a una safety, nella vittoria sui Jacksonville Jaguars per 18-13.